# Parole d'amore scritte a macchina
Parole d'amore scritte a macchina è l'ottavo album del cantautore Paolo Conte, pubblicato dalla CGD nel 1990.

## Il disco
Registrato in studio e con canzoni inedite. Testi, musiche, arrangiamenti ed orchestrazioni sono di Paolo Conte.
L'illustrazione della copertina è di Hugo Pratt.

## Tracce
Testi, musiche e arrangiamenti di Paolo Conte
1. Dragon - 4:14
2. Colleghi trascurati - 3:40
3. Mister Jive - 2:18
4. Ho ballato di tutto - 2:53
5. Un vecchio errore - 4:23
6. Il maestro - 3:34
7. Eden - 3:13
8. Lupi spelacchiati - 2:30
9. Parole d'amore scritte a macchina - 3:51
10. Ma si t'a vò scurdà - 3:30
11. La canoa di mezzanotte (duetto con Sibilla) - 4:32
12. Happy feet (musica per i vostri piedi madame) - 3:23

## Formazione
- Paolo Conte - voce, pianoforte, sequencer e sintetizzatore
- Renzo Marino -chitarra, sequencer e organo Hammond
- Nando Francia - fisarmonica
- Claudio Dadone - chitarra solista, chitarra elettrica
- Daniele Di Gregorio - percussioni
- Jino Touche - contrabbasso e cori
- Guido Remonda, Vittorio Marchese - violino
- Claudio Gilio - viola
- Claudio Merlo - violoncello
- Sergio Del Mastro - clarinetto
- Francesco Zennaro - oboe
- Marco Lepratto - trombone
- Sharon May Linn, Julie Branner, Maria Short - cori
- Sibilla, pseudonimo di Sibyl Amarilli Mostert in La Canoa di Mezzanotte di Mezzanotte